# Erdélyi Munkás
Erdélyi Munkás az Erdélyi, majd az Erdélyi és Bánáti Szocialista Párt hivatalos orgánuma. Kolozsvárt jelent meg 1919. január 18-a és 1920. december 11-e között, évfolyamjelzésében és szellemében egyaránt a régi, 1903 és 1908 között ugyanilyen c. alatt megjelent lap jogutódjának tekintve magát. Gyakori címváltoztatásai a cenzúra alól való kitérést szolgálták.
1920. december közepétől Küzdelem, 1921 második felében (július 24. – október 13.) Népakarat (felelős szerkesztője ebben az időszakban id. Jordáky Lajos, alcíme "A Szociáldemokrata Párt magyar nyelvű hetilapja"), 1922-ben újra Erdélyi Munkás, majd 4 szám után Romániai Népszava, 1929-től Munkás Újság, végül 1934-től Előre címet viselt. Felelős szerkesztői egymás után Russ György, Czárák János és Tiron Albani. 
Elsősorban mozgalmi lap volt, de közölt irodalmi anyagot is. Ady proletárverseivel több cikkben foglalkozott, s a költőt a munkásosztály ügye nagy harcosának tekintette (Ady Endre, 1919/2). 1919-ben emlékcikket közölt Marxról, Lassalle-ról, Ion C. Frimuról és más szocialista vezetőkről. Ady, Csizmadia Sándor, Farkas Antal, Tatai Gyula, Várnai Zseni, Walter Ferenc verseit, Várnai Dániel elbeszéléseit közölte, a világirodalomból Strindberg és Edmondo De Amicis egy-egy elbeszélését. Több alkalommal is beszámoltak Henri Barbusse és Anatole France humanista nyilatkozatairól és kiáltványairól. Munkásművelődési hírei és közleményei dokumentumértékűek.